# Condado de Brown (Ohio)
El condado de Brown es uno de los 88 condados del estado estadounidense de Ohio. La sede del condado es Georgetown así como su mayor ciudad. El condado tiene una superficie de 1.283 km² (de los cuales 9 km² están cubiertos por agua), tenía una población de 42.285 habitantes, y la densidad de población de 14 hab/km² (según censo nacional de 2000). Este condado fue fundado en 1819.

## Ciudades y pueblos
- Georgetown